# 花魁 (高橋由一)
『花魁』（おいらん）は、明治初期の洋画家、高橋由一による油彩画である。新吉原の大店である稲本楼の花魁小稲をモデルとした作品で、1872年（明治5年）4月に描かれた。国の重要文化財に指定されるなど、『鮭』と並んで由一を代表する作品となっている。

## 背景
安政2年（1855年）10月5日、夜10時ごろにマグニチュード6.9の安政の大地震が発生し、江戸の町は壊滅的な被害を受けた。新吉原も例外ではなく、当時の遊女のおよそ一割にあたる六百余名が命を落とした他、地震に伴う火災によって建物の多くが焼失した。その後も多くの火災に見舞われた新吉原はその都度破壊と再生を繰り返しながら脈々と営業を続けていたが、明治維新によって誕生した新政府は、西洋諸外国からの遊女の人身売買についての批判などを抑えるために遊郭に対する規制を強める動きが活発化しつつあった時代であった。それでもなお「花魁」とは華やかで楽し気な雰囲気を纏う女性という世間のイメージが強く残されており、浮世絵などにもそのような姿が多く描かれていた。後年の明治15年（1882年）の夢遊仙史の『夢遊余談吉原新繁昌記』にも「花魁とは花のさきがけという義であり、容貌美麗にして花と均しく人に愛玩せられ、四時爛熳として薫花鼻を穿つ亦花魁の名に愧ぢざる者といふべし」と記されている。こうした文化が廃れていくのを残念に思った某人によって、花魁という象徴的な姿を記録に留めて欲しいと由一に依頼したことが、本作品の制作動機とされている。
1872年（明治5年）4月28日の『東京日日新聞』一面には、次のように報じられている。
この記事を書いたのは戯作者の条野採菊とされている。当時の由一は大学南校の画学係において油絵の創意工夫を凝らし、写実洋風画の技法習得に汗を流している最中にあった。記事にある由一に仕事を斡旋した某人とは、執筆した条野採菊や実業家の岸田吟香といった名が挙げられている。

## 制作

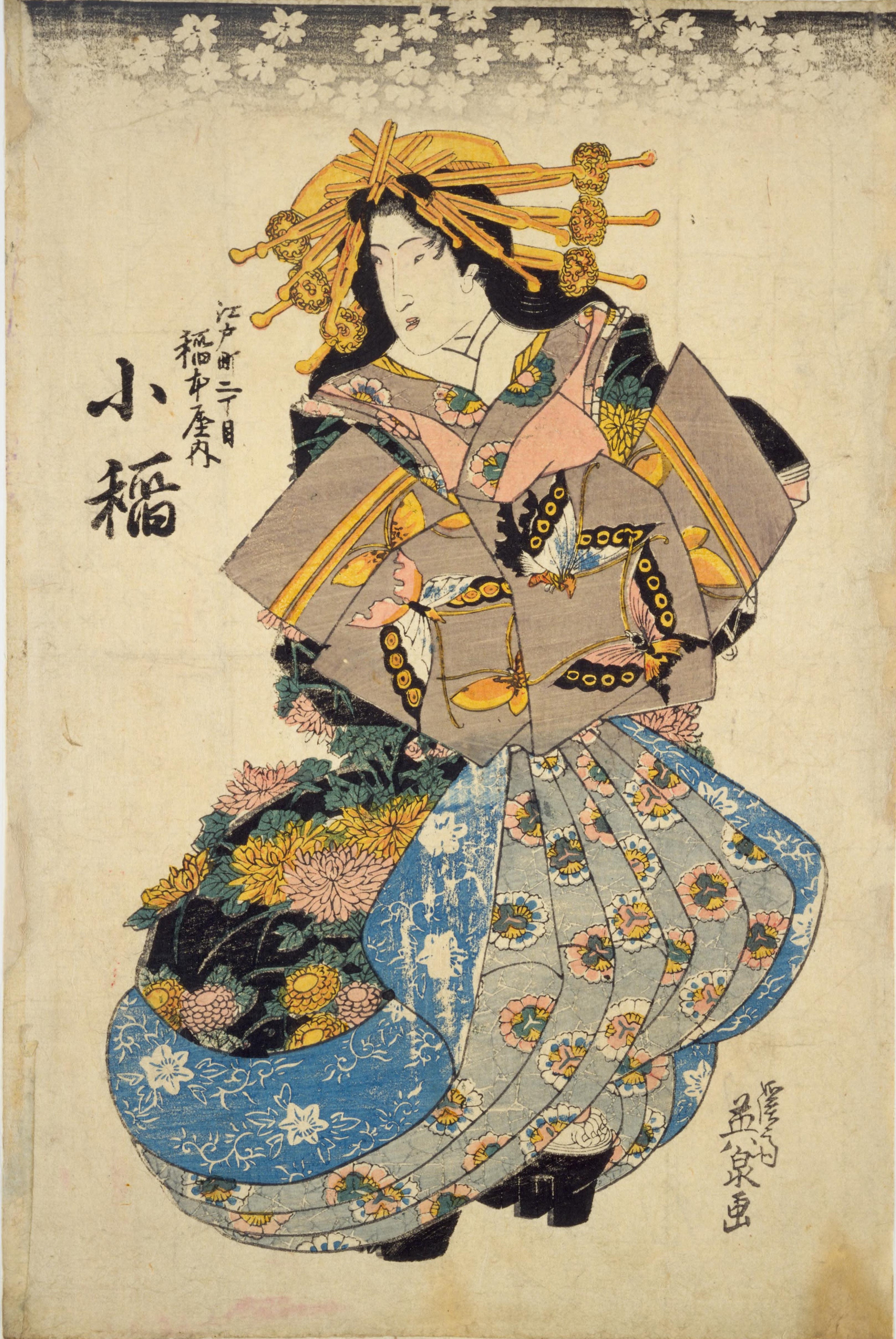
浮世絵師渓斎英泉が描いた小稲（初代）

本作品のモデルとなった四代目小稲（本名亀井お定）は、7歳の時に質に売られ、新吉原へ流れ着き娼妓となった身の上が条野採菊の小説『廓雀小稲の出来秋』（1886年）に語られている。お定を抱えることとなった遊女屋は稲本楼といい、天保12年（1841年）の岡場所取り潰しによって新吉原へと移転してきた店であった。店主の稲本屋庄三郎は、彼女の将来性を見込んで三味線、香、花、茶などを学ばせた。修練に励んだお定は万延元年（1860年）、15歳の時に「左近」の名を貰い、三代目小稲のもとで娼妓として仲の町でデビューすることとなった。数年後、慶応2年（1866年）の春になると身請けした三代目小稲からその名を継ぎ、花魁の最高位「呼出し昼三」として大いに人気を博した。『新吉原細見記』には、1870年（明治3年）から1872年（明治5年）まで、稲本楼の抱え遊女として名が記されている。1872年（明治5年）6月に起きたマリア・ルス号事件を契機として10月に娼妓解放令が発布され、これをきっかけに小稲は身を引いて神田関口町の有馬屋清右衛門の元へと身請けし、神田五軒町に「梅月」という食堂の運営を始めたという。
油絵制作の依頼を受けた由一はモデルとなる花魁を探していた。油絵でなく錦絵に描かれることを望んだことから多くの花魁に断られる中、これを承諾した稲本楼の小稲は、下髪に結い、大量の簪を刺して、豪華絢爛な打掛を纏って由一の前に座り、モデルを務めた。小稲がモデルを引き受けた背景には、花魁の髪型のひとつである兵庫下げ髪の形態保全と、稲本楼の話題作りとなる可能性があるという思惑があったためと考えられている。
「花魁」というひとりの女性をひとつの「静物」と捉えた由一は目に映るあるがままをそのまま描き上げた。完成した油絵は当時一般的だった浮世絵の美人画とはかけ離れたものとなり、表情は硬く、疲れたように虚空を睨みつけるリアルな女性の姿がそこにはあった。世間の考える花魁のイメージとは裏腹の、華やかさとは程遠い、白粉焼けした頬に苦労が透けて見える現実の生活を抱えたひとりの人間が描かれていた。由一の絵を見た小稲が「わちきはこんな顔ではありんせん」と、泣いて怒ったという逸話が伝えられている。

## 作品
『花魁』は所蔵元の東京芸術大学大学美術館の目録では『美人（花魁）』という名で登録されている。作品の支持体は1cmあたり経糸15本、緯糸14本から成る麻布のキャンバスであり、地塗り層には鉛白、白亜が用いられている。キャンバスが国産か輸入されたものかについての記録は残されていないが、1871年（明治4年）に記した「油絵開業規則書」の中で輸入キャンバスの購入について検討をしていた様子がうかがえることや、工学機器を用いた成分分析の結果などから、『花魁』に使用されたキャンバスはイギリスの画材会社ウィンザー・アンド・ニュートン社製のものはないかと推定されている。
作品は赤と黒の着物を着た女性を画面中央に描いた人物画で、リアルな女性像を写実的で迫真的な筆致で表現している。打掛には金糸銀糸で瑞雲や鯉の縫いが見られ、季節感を取り込んだ総紋様の豪華な一着であったことがうかがえる。帯は絵からは判り辛いが花魁道中で用いられる前結びの俎帯であると推察される。
頭部について銀座の岡米かつら店の岡田米蔵によれば、描かれている髪型は「お下げ」と呼ばれる兵庫下げ髪の一種であり、襟足をすっきり見せる髷に比べて肩に髪を下ろすこの髪型は、明治末期の吉原にはほとんど見られなくなったとされるもので、依頼主の注文通りの髪型で写生していたことが分かる。頭部には左右前後に三本ずつ鼈甲製の琴柱が飾られ、松葉簪二本、赤玉簪二本が立差しとして使用され、横差しを一本加えた上で櫛が三枚並べられている。後部には地味な縮緬の浅黄鹿の子の髪掛が付けられている。松田青風の『歌舞伎のかつら』や木村雄之助の『かつら』などを参照すると歌舞伎の世界で兵庫下げ髪を使用する場合は、豪華さを演出するために派手な鹿の子を用いるとあるが、吉原で用いられた実態との違いがありありと分かる。
サインは作品の価値を減殺するという考えを持っていたことから、由一が自作品の中でサインや落款を記したのは金刀比羅宮が所蔵する『二見ヶ浦』『貝図』のみであり、本作品でも記されていない。

## 制作年代論争
本作品の制作年代は1872年（明治5年）の新聞記事を始め極めて有力な資料が遺存していることなどから、1872年（明治5年）とするのが定説であるが、土方定一を始めとする一部の美術史家の間で、由一に技術指導を行ったアントニオ・フォンタネージと出会う前の作品としては完成度が高すぎるという指摘があり、定説に対しての疑問が投げかけられた。高階秀爾や芳賀徹、青木茂らが定説の1872年（明治5年）説を支持した一方で、神奈川県立近代美術館で1971年（昭和46年）に開催された「高橋由一とその時代展」では1876年（明治9年）から1882年（明治15年）ごろ、『高橋由一画集』の作品解説を担当した副島三喜男は1872年（明治5年）から1876年（明治9年）ごろ、土方定一はフォンタネージとの接触以降、『鮭』の制作以前として1877年（明治10年）ごろとするなどの説を展開した。
こうした論争が起きた背景には、研究者たちが資料的には1872年（明治5年）制作が妥当であるが、用いられた技法的にはフォンタネージの影響を無視できないため、それ以降が妥当であるとする二律背反に苛まれた点のほか、高橋由一の作品自体に注目が集まり、真面目に研究され始めたのが神奈川県立近代美術館が展示会を開催した1971年（昭和46年）以降と、かなりの時間が経過してからだったという点も挙げられる。

## 評価
『花魁』について美術史家の原田実は「つよい筆力が外形の写生の域をこえて人物の情感にまで及んでおり、人物画の中でも屈指の作となっている」と評価している。高階秀爾は『花魁』に使用されている平面で装飾的な色彩配合はピーテル・パウル・ルーベンスやウジェーヌ・ドラクロワとは似ても似つかず、歌川国芳や歌川国貞といった浮世絵師に近しいものがあるとし、日本特有の色彩感覚が油絵という西洋技法で表現されていると指摘している。美術史家の松浦あき子は『花魁』が描かれた時代背景に着目し、「江戸三百年の間幕府公認の遊郭として盛えた蕩然たる歓楽境吉原の夢の舞台が幕を閉じる、その直前の余映を描きとどめた一つの時代の証言となった」と評価している。洋画家の浦野吉人は、由一の対象との向き合い方について「一切の情緒を排して、あたかもひとつの物質と見看したような花魁の人間像への迫り方、妥協のない客観々照で描ききった質感表現など、このような迫真力を持つ写実絵画は近代洋画史の中で由一のほかには岸田劉生がいるだけであろう」と評している。
土方定一は1899年（明治32年）以来、開催されていなかった由一の展覧会開催に尽力し、由一が再評価される契機となった1964年（昭和39年）の「高橋由一の回顧展」や、1971年（昭和46年）の「高橋由一とその時代展」を実現させ、初の画集『高橋由一画集』を刊行した。こうした活動は『花魁』や『鮭』といった由一の作品が国の重要文化財に指定される大きな要因のひとつになったとされている。
2024年3月26日から5月19日にかけて東京藝術大学にて「大吉原展」が開催され、イベントに併せて黄化したワニスを除去するなど『花魁』の修復が実施された。同イベントは『花魁』修復後初の展示の場となった。